# Mbaba Mwana Waresa
Mbaba Mwana Waresa es una diosa de la fertilidad de los Zulú del sur de África. Es la diosa del arcoíris, la agricultura, la cosecha, la lluvia y la cerveza. Ella le enseñó a su pueblo a sembrar, cosechar y el arte de hacer cerveza. Es por este último acto que se ha hecho una de las diosas más veneradas del pueblo Zulú.

## Descripción
Mbaba Mwana Waresa vive en las nubes, en una choza redonda hecha de arcos de arcoíris. Su pueblo amaba a esta diosa de la lluvia, y cuando oían el sonido delator de su tambor de trueno, sabían que ella vertería las aguas necesaria desde su hogar celestial. Ella es la hija del Dios del cielo Umvelinqangi.
Según la leyenda, fue incapaz de encontrar a un marido adecuado en los cielos, por lo que lo buscó en las tierras de África del sur en busca de un esposo mortal y entonces desafió a todos los otros dioses cuando ella cayó en amor por un hombre mortal. Para asegurarse de que la amaba, ella lo probó mediante el envío de una hermosa novia en su lugar mientras que ella se disfrazó como una bruja fea. Su amante terrenal no fue engañado y la reconoció inmediatamente. Se casaron y hoy en día, viven en su casa cubierta de arcoíris en el cielo.